# Eosentomon tokiokai
Eosentomon tokiokai är en urinsektsart som beskrevs av Imadaté 1964. Eosentomon tokiokai ingår i släktet Eosentomon och familjen trakétrevfotingar. Inga underarter finns listade i Catalogue of Life.